# Eriopyga melanopis
Eriopyga melanopis là một loài bướm đêm trong họ Noctuidae.